# Iberina
Iberina es un género de arañas araneomorfas de la familia Hahniidae. Se encuentra en Europa en los Pirineos y en el Cáucaso.

## Lista de especies
Según The World Spider Catalog 12.0:
- Iberina ljovuschkini Pichka, 1965
- Iberina mazarredoi Simon, 1881